# 2670 Chuvashia
2670 Chuvashia (1977 PW1) là một tiểu hành tinh vành đai chính được phát hiện ngày 14 tháng 8 năm 1977 bởi Chernykh, N. ở Đài vật lý thiên văn Crimean. Nó được đặt theo tên the Russian republic thuộc Chuvashia.